# Poliana afarorum
Poliana afarorum is een vlinder uit de familie van de pijlstaarten (Sphingidae). De wetenschappelijke naam van de soort werd in 1975 gepubliceerd door Pierre Claude Rougeot.